# 東京指定自動車教習所協会
一般社団法人東京指定自動車教習所協会（いっぱんしゃだんほうじん とうきょうしていじどうしゃきょうしゅうじょきょうかい）は、東京都の指定自動車教習所の組織で構成される業界団体。元東京都所管。

## 概要
1964年11月に設立された東京都内の指定自動車教習所が加盟している団体で、東京都公安委員会の委託を受けて初心運転者講習、運転免許取得時講習、行政処分者講習、高齢者講習及び教習所卒業者やペーパードライバーの再教育講習を行っている。